# Burgstall-Pölling
Burgstall-Pölling je naselje v Občini Šentandraž v Labotski dolini v Okraju Volšperk na Koroškem v Avstriji.